# Babycurus ansorgei
Espèce
Synonymes
- Babycurus crassicaudatus Roewer, 1952

Babycurus ansorgei est une espèce de scorpions de la famille des Buthidae.

## Distribution
Cette espèce se rencontre en Angola et au Congo-Kinshasa.

## Description
La femelle holotype mesure 55 mm.
Babycurus ansorgei mesure de 50 à 59 mm.

## Étymologie
Cette espèce est nommée en l'honneur de William John Ansorge.

## Publication originale
- Hirst, 1911 : « Descriptions of new scorpions. » Annals and Magazine of Natural History, sér. 8, vol. 8, p. 462-473 (texte intégral).